# 로스트 걸
로스트 걸(Lost Girl)은 2010년 9월 12일부터 2015년 10월 25일까지 쇼케이스에서 방영된 드라마이다.